# 傅霊越
傅霊越（傅靈越、ふ れいえつ、生年不詳 - 466年）は、中国の南北朝時代の軍人。本貫は清河郡。

## 経歴
傅融と崔氏のあいだの子として生まれた。兄の傅霊慶・傅霊根とともに才知あることで知られた。元嘉27年（450年）、南朝宋の将軍の蕭斌と王玄謨が碻磝を攻撃し、傅融が死去した。王玄謨は傅霊慶を強引に召し出して軍主とした。城を攻めようとしたとき、攻車が城内に焼かれてしまったため、傅霊慶は軍法にかけられるのを恐れて、数十騎とともに逃亡した。傅霊慶は家に帰ると、弟たちとともに山沢の間に逃げ隠れた。蕭斌は傅霊慶の従叔の傅乾愛を派遣して傅霊慶を呼び出し、壮士に殺害させた。
霊越は次兄の傅霊根とともに河北に逃れた。霊越は平城に到着すると、北魏の文成帝の謁見を受けた。霊越は青州を平定するよう説いて文成帝に喜ばれた。霊越は鎮遠将軍・青州刺史に任じられ、貝丘子の爵位を受け、羊蘭城に駐屯した。兄の傅霊根は臨斉副将に任じられ、明潜塁に駐屯した。ときに母の崔氏は宋で赦免された。宋の孝武帝は霊越が山東を動揺させるのを恐れて、霊越の叔父の傅琰を冀州治中とし、傅乾愛を楽陵郡太守として、黄河を境に対峙させた。傅琰はその門生と霊越の婢を夫婦と偽って北魏に投じさせ、霊越らを招かせた。霊越は母と別れて思いがつのり、兄の傅霊根とともに南に走ることにした。霊越は羊蘭の兵と戦うこととなったが、傅乾愛が船を派遣して霊越を迎え、逃れることができた。傅霊根は黄河を渡ることができず、臨斉の人に察知されて斬り殺された。霊越は建康にたどりつくと、孝武帝の謁見を受けて礼遇され、宋の員外郎・兗州司馬に任じられ、魯郡太守を兼ねた。霊越は兄が死んだのは傅乾愛のせいだと考えていたので、傅乾愛が鳥肉葵菜の料理を好むのを知って、これを作り、毒薬を混ぜてもてなした。傅乾愛は食事をして帰ると、死去した。
数年後、霊越は宋の太原郡太守となり、升城に駐屯した。泰始2年（466年）、孝武帝の子の劉子勛が挙兵すると、劉子勛は霊越を前軍将軍とした。霊越は崔道固の命を受けて崔景徴とともに薛安都の援軍に赴くこととなった。泰山道から彭城に向かったが、済陰郡太守の申闡が睢陵城に拠って抵抗したため、霊越らは薛索児の統率の下でこれを攻めた。申令孫が淮陽で降伏を申し出ると、霊越は薛索児の命を受けて淮陽に赴き、申令孫を出城させた。劉子勛が敗れると、霊越の軍は離散し、霊越は明帝の将軍の王広之の軍に捕らえられた。霊越の身柄は明帝の輔国府司馬の劉勔のもとに送られた。劉勔が霊越に反逆に加担したことを詰問すると、霊越は堂々と応答し、命乞いをしなかった。劉勔は霊越の態度に感じ入り、霊越の身柄を建康に送った。明帝は霊越を赦したいと考えていたが、霊越の言葉が変わらなかったため、ついにこれを処刑した。
子に傅豎眼があった。

## 伝記資料
- 『魏書』巻70 列伝第58
- 『北史』巻45 列伝第33